# Ariosoma multivertebratum
Ariosoma multivertebratum is een  straalvinnige vissensoort uit de familie van zeepalingen (Congridae). De wetenschappelijke naam van de soort is voor het eerst geldig gepubliceerd in 2004 door Karmovskaya.